# Karlstads Ekonomistuderandes Förening
Karlstads Ekonomistuderandes Förening, KarlEkon, är en av de största studentföreningarna vid Karlstads universitet. Föreningen är till för ekonomer och grundades 22 september 1980. KarlEkon drev under 1980-och 1990-talen en ekonomtidning, Goodwill. Från 1985 fram till början av 2000-talet drev KarlEkon radiokanalen RadioRosa men efter svikande intresse lades denna ner. Mellan 1995 och 2015 hade föreningen campusbaren, Rumpan Bar, efter att man 1995 avvecklade den gamla klubblokalen, Pumpen. Pumpen var en studentpub på över 300 kvm som låg på Lamberget. Idag driver man studentpuben C.A.P.S. som ligger i nära anknytning till universitet.